# N-acetilserotonina

N-Acetilserotonina (NAS), también llamado normelatonina, es un compuesto químico intermediario de la ruta de síntesis de melatonina a partir de serotonina. Se produce a partir de la serotonina por la enzima serotonina N-acetiltransferasa (AANAT) que se convierte en melatonina por la acetilserotonina O-metiltransferasa (ASMT). 
Como la melatonina, NAS es un agonista de los receptores de melatonina MT1, MT2, y MT3, y puede ser considerado como un neurotransmisor. Además, NAS se distribuye en algunas áreas del cerebro donde la serotonina y la melatonina no aparecen, sugiriendo que cumple alguna función en el sistema nervioso central además de ser meramente el precursor de la síntesis de melatonina.
Recientemente, se ha demostrado que NAS actúa como un potente agonista del receptor TrkB, mientras que la serotonina y la melatonina no tienen ningún efecto. Tiene efectos antidepresivos, neuroprotectores, y neurotróficos mediados por TrkB. Además, el ratón knockout de la AANAT, que no tienen niveles apreciables de NAS, muestra un tiempo de inmovilidad significativamente mayor que los ratones controles en ensayos etológicos para la depresión como el test de natación forzada.
La NAS juega un importante papel en los efectos antidepresivos de los inhibidores de la recaptación de serotonina e inhibidores de la monoaminooxidasa (IMAO). La fluoxetina y la clorgilina regulan al alza la actividad AANAT indirectamente a través de mecanismos serotoninérgicos que permiten aumentar los niveles de NAS tras su administración crónica, y se correlaciona con la aparición de los efectos antidepresivos de estos fármacos. Por último, la exposición a la luz inhibe la síntesis de NAS y reduce los efectos antidepresivos de los inhibidores de la MAO. Estos datos apoyan el papel de la NAS en la regulación del estado de ánimo y los beneficios terapéuticos provocados por los antidepresivos.
Además, a través de un mecanismo no identificado en la actualidad, la NAS puede ser la causante de la hipotensión ortostática observada durante el tratamiento clínico con inhibidores de la MAO. Reduce la presión sanguínea en roedores y la pinealectomía (la glándula pineal es el principal lugar de síntesis de NAS y melatonina) elimina el efecto hipotensor de la clorgilina. Se desconoce la razón de por qué la hipotensión ortostática se observa comúnmente en el tratamiento con inhibidores de la MAO pero no con inhibidores de la recaptación de serotonina, aunque ambos tratamientos aumentan los niveles de NAS. 